# Хойер III фон Волденберг
Хойер III фон Волденберг (на немски: Hoyer III von Woldenberg; * пр. 1267; † между 12 март 1327 и 28 април 1331) е граф на Волденберг в Долна Саксония.

## Произход
Той е шестият син на граф Херман II фон Волденберг († 1271/1272) и съпругата му Хедвиг фон Вернигероде († сл. 1264), внучка на граф Албрехт III фон Вернигероде († сл. 1214/1224) и съпругата му фон Кверфурт. Майка му Хедвиг фон Вернигероде е дъщеря на граф Гебхард I фон Вернигероде в Дерлингау и Нордтюринггау († 1270) и Луитгард († сл. 1259); или дъщеря на брата на Гебхард I, на граф Конрад I фон Вернигероде в Амбергау, шериф на Дрюбек († сл. 1253) и Хадевиг († 1252). Внук е на граф Хайнрих I фон Волденберг († 1251) и съпругата му София фон Хаген († 1261).
Роднина е на Буркард I фон Волденберг († 1235), архиепископ на Магдебург (1232 – 1235), на Хайнрих фон Волденберг († 1318), епископ на Хилдесхайм (1310 – 1318), Ото II фон Волденберг († 1331), епископ на Хилдесхайм (1319 – 1331), Херман фон Бланкенбург († 1303), епископ на Халберщат (1296 – 1303), и Бурхард II фон Бланкенбург († 1305), архиепископ на Магдебург (1296 – 1305).
Братята му са Йоханес/Йохан II фон Волденберг († 1331), граф на Вердер-Бокенхем, граф на Волденберг, Лудолф IV фон Волденберг († 1286), граф на Вердер ан дер Нете, Конрад I фон Волденберг († 1331/1338), граф на Вердер, господар на Гандерсхайм, Хайнрих фон Волденберг († сл. 1275), домхер в Хилдесхайм (1264 – 1275), архдякон в Борзум (1270), и Буркхард фон Волденберг († сл. 1264).

## Фамилия
Хойер III фон Волденберг се жени за София († сл. 1320/сл. 1331). Те имат пет дъщери:
- Аделхайд фон Волденберг († сл. 1331)
- Мехтилд фон Волденберг († сл. 1331)
- Хилдебург фон Волденберг († сл. 1383)
- Лутгард фон Волденберг († сл. 1383)